# Мужиково (Орловская область)
Мужико́во — деревня в Новосильском районе Орловской области России. Входит в состав Прудовского сельского поселения.

## География
Расположена в восточной части области по обеим сторонам автодороги Новосиль — Корсаково, на небольшой возвышенности правого берега реки Зуши и её притоке Верещаги в 80 км от Орла, в 10 км от Новосиля, в 3 км от древнего Воротынцевского городища на Никитской горе.

## Археология
Мужиковское поселение возникло на древнем мысовом городище и относится к приречному типу с рядовой планировкой. Впоследствии поселение разрослось и вышло за пределы городища. В 50-е годы XX века была произведена археологическая разведка, но раскопки не проводились. В настоящее время небольшая часть свободной от заселения земли распахивается. Мужиковское городище занесено в археологические памятники культурного наследия Орловской области местного значения. Рядом, за валом городища, находится селище, относящееся ко 2-й половине 1-го тысячелетия до н. э. и XII—XIII вв..

## История
Существование Мужиковского городища историки относят к XII—XIV вв. Оно могло возникнуть как укрепление, расселившихся здесь оседлых тюркских племён, против массового заселения вятичами Верхнеокских земель. По другой версии наоборот уже вятичи основали укреплённое городище от степных набегов хазар и от «русской» агрессии Московского княжества. Разрушение городища (как и Новосиля) относят к 1375 году Ордынским бекляри-беком Мамаем.
Название поселения происходит от фамилии владельца деревни Мужиков. Филолог Е. Н. Ашихмина однако считает, что название искажено и получено возможно от фамилии Межаковы — детей боярских, которые имели владения в этих местах. Деревня Мужикова упоминается в Дозорной книге Новосильского уезда за 1614—1615 гг., где написано «Деревня Мужиково, на речке на Верещажке, на Мужиковом верху. А в ней крестьян: …». А дворов по Дозорной книге насчитывалось: пять крестьянских, пять бобыльских, да два двора пустых. Деревня относилась к Никольскому стану и находилась в вотчине (поместье царских чиновников). Как «Мужикова» обозначена на карте ПГМ конца XVIII века. В метрических книгах и ревизских сказках после 1834 года упоминается как сельцо Мужикова. Сельцо означало наличие помещичьей усадьбы, на месте которой сейчас находится улица Молодёжная и бывший колхозный (барский) сад. Несмотря на то, что менялись хозяева, название прижилось по фамилии первого владельца. В середине XIX века в России возникло новое административное деление — волость. Мужиково относилось к Прудовской волости Новосильского уезда Тульской губернии и к Прудовскому приходу Николаевской церкви.

### Послереволюционное время
В 1925 году как часть Новосильского уезда вошла в состав Орловской губернии. В 30-е годы началась коллективизация и в Мужиково образовался колхоз им. Демьяна Бедного, затем им. Молотова и впоследствии деревня стала центральной усадьбой колхоза «Россия», который насчитывал в своём составе 10 деревень и посёлков: д. Мужиково, д. Горенка (упразднённое село Астрагань, а в просторечии Строгань), д. Новосергеевка (в просторечии Гагаринка — возможно от фамилии владельцев деревни — Гагариных), посёлки: Быстрый, Зуша (Сорочий), Ключи, Красный Муравейник (Коммуна), Корьки, Новогоренский (Малая Строгань), Шуйский. Было ещё одно поселение: семь братьев — крестьян из Новосергеевки образовали на опушке леса Ямный посёлок. Его называли «Юдины Братья» (по фамилии переселенцев), но он просуществовал совсем недолго. В настоящее время (2017) «в живых» осталось две деревни — Мужиково, Горенка и посёлок Новогоренский (4 человека по переписи 2010 года).
В 1925 году открылась Мужиковская школа 1-й ступени. В 1933 году приступили к строительству по деревне дороги из булыжного камня. Для строительства домов и хозяйственных построек использовали известняковый камень, который брали из Лисицыной горы с берега Зуши, о чём свидетельствуют каменные пещеры, протянувшиеся на сотни метров в глубь горы. В 1937 году посередине деревни вручную выкопали буровой колодец и построили «пожарку» со «звоновым колоколом». В середине ноября 1941 года была оккупирована немецкими фашистами и в конце декабря 1941 года в результате контрнаступления под Москвой освобождена Красной Армией. В июле 1943 года во время Курской битвы в Мужиково были размещены два госпиталя: эвакуационный № 1083 и хирургический полевой передвижной № 196. Все жители в это время были эвакуированы. За годы войны было призвано на фронт более 120 человек. Семь жителей и уроженцев деревни в 30-е и 40-е годы стали жертвами политических репрессий и были приговорены к различным срокам заключения.
В 1956—1957 годах силами колхоза построили клуб, в котором была открыта библиотека и зал для проведения собраний и культурно-массовых мероприятий. В 1969 году к клубу пристроили пристройку, в которой разместилось правление колхоза и библиотека, а в последующем почта и с 1972 года — сберкасса. После ввода в эксплуатацию ГЭС в селе Воротынцево в каждом доме засветилась «лампочка Ильича». Были построены мельница (водяная мельница на реке Зуша была разобрана), крупорушка, лесопилорама, общественная баня и на территории машино-тракторной мастерской — столовая. В 1957 году началось строительство водопровода и первой водонапорной кирпичной башни, а после установки второй башни деревня полностью была обеспечена водопроводной водой.
Наряду с основным производством зерновых культур и животноводством, ещё в 60-е годы занимались овощеводством. Выращивали помидоры, огурцы, на заливных полях около Зуши — капусту. Была большая пчелопасека, птицеферма (в народе называли птичник). В 1966 году после постановления ЦК КПСС и Совета Министров СССР колхоз перешёл вместо трудодней на денежную оплату труда. Но что-то пошло не так. Овощеводство и птицеводство оказалось не выгодно. Перестала существовать и колхозная пасека. Молодёжь уезжала из деревни, рабочих рук не хватало. После аварии на Чернобыльской АЭС в 1986 году деревня подверглась радиоактивному загрязнению. В 2004 году в Мужиково пришёл природный газ.

### Новое время
В начале 90-х годов после упразднения колхозов производство сельхозпродукции в деревне упало до минимума. Перестали работать и пришли в негодность, построенные при Советской власти, и мельница, и крупорушка, и лесопилорама. Поля стали зарастать лесом. Из-за малой численности учеников закрыли Мужиковскую начальную школу. В начале двухтысячных в Новосильском районе возникло сельхозпредприятие ЗАО «Орёл Нобель-Агро», которое, скупив земельные паи у крестьян бывшего колхоза «Россия», на сегодняшний день является основным производителем зерна в регионе. Производством зерновых культур занимаются и местные фермеры, а крестьяне-одиночки — животноводством, пчеловодством и молочной продукцией.

## Население
| Годы      | 1857 | 1858 | 1859 | 1915 | 1926 | 2000 | 2010 |
| --------- | ---- | ---- | ---- | ---- | ---- | ---- | ---- |
| Население | 664  | 580  | 639  | 659  | 928  | 332  | ↘290 |

Крестьяне до 1861 года были крепостные и принадлежали древнему княжескому роду Голицыных и Хилковых. Один из предков А. Д. Хилков в 1597 году был прислан первым воеводой в Новосиль для охраны южных рубежей. Накануне Октябрьской революции отдельные части деревни имели свои названия по фамилиям владельцев земель: (было три земельных общества) Шуйское, Верховское, Маслово. Последними помещиками, которые владели усадьбой в Мужиково, были Новосильские купцы Ворогушины. Они приобрели усадьбу уже после отмены крепостного права, владели также большим фруктовым садом, водяной мельницей на Зуше и около неё был ещё один сад — Мельничный.
По 10-й ревизии (малой переписи податного населения) за 1858 год в Мужиково насчитывалось 48 дворов и 580 человек мужского и женского пола. В 1915 году — 95 дворов и 659 человек (322 — м, 337 — ж.). На начало 2015 года в деревне насчитывалось 137 домов, из них 95 газифицированных и 368 зарегистрированных жителей. Около двадцати домов не жилых и почти столько же с сезонно-летним проживанием. С 2011 по 2015 год в деревне умерло 25 человек, а зарегистрировано новорождённых — 16.
По данным «Книги памяти Орловской области» 92 уроженца и жителя деревни Мужиково погибли или пропали без вести во время Великой Отечественной войны.

## Памятник природы
Менее чем в километре от деревни на правом берегу Зуши лежит огромный камень, предположительно древнее культовое святилище. Церковь называла такие камни «синими» (от слова сине́ц — бе́с). Во времена христианизации Вятичских земель вблизи таких объектов поклонения язычников христианские храмы обычно не строились Священники пугали местных жителей тем, что в таком идоле живёт нечистая сила.

## Фотогалерея
- Улица Победы
- Улица Победы
- Большой пруд
- Сельский магазин
- Начальная школа
- Мост через Верещагу. Вдали бывшие сельхозмастерские